# Боэ, Кристоффер
Кристоффер Боэ (дат. Christoffer Boe, род. в 1974 г.) — датский кинорежиссёр, сценарист.

## Биография
Родился 7 мая 1974 года в пригороде Хёрсхольма Рунгстед Кюст (дат.  Rungsted Kyst). После школы изучал историю кинематографа в США. Затем продолжил обучение в Университете Копенгагена. В 1997 году зачислен в Датскую национальную киношколу (дат. Den Danske Filmskole) на режиссёрские курсы. Во время обучения в Датской киношколе вместе с несколькими студентами других факультетов создал творческую группу «Mr. Boe & Co». Учась в Киношколе, снял короткометражные фильмы «Одержимость» (Obsession, 1999), «Девственность» (Virginity, 2000) и «Беспокойство» (Anxiety, 2001), образовавшие трилогию.
Новый полнометражный фильм Боэ, снятый в жанре триллер — «Всё будет снова хорошо» (дат. Alting bliver godt igen) — вышел в январе 2010 г.

## Фильмография

### Короткометражные фильмы (режиссура)
- 1999 — Одержимость (Obsession)
- 2000 — Девственность (Virginity)
- 2001 — Беспокойство (Anxiety)
- 2017 — Путешествие (Rejsen)

### Полнометражные фильмы (режиссура)
- 2003 — Реконструкция (Reconstruction)
- 2005 — Аллегро (Allegro)
- 2006 — За кадром (Offscreen)
- 2010 — Всё будет снова хорошо (Alting bliver godt igen)
- 2010 — Чудовище (Beast)
- 2013 — Спис и Глиструп. Секс, наркотики и налогообложение (Spies & Glistrup)
- 2021 — Вкус жизни (Smagen af sult)

### Сериалы (режиссура)
- 2018 — Воитель (Kriger)

## Награды
- 2003 — Кинофестиваль в Сан-Себастьяне, премия ФИПРЕССИ «лучший режиссёр года»
- 2003 — «Золотая камера» Каннского кинофестиваля за фильм «Реконструкция»
- 2006 — кинопремия Северного совета (дат. Nordisk Råds Filmpris) за фильм «За кадром»
- 2006 — Венецианский кинофестиваль, Приз молодёжного кино за фильм «За кадром»